# Гійяс-уд-дін Балбан
Гійяс-уд-дін Балбан (1205/1206—1287) — 9-й правитель Делійського султанату у 1265–1287 роках.

## Життєпис

### Кар'єра при султанах
Про його дитинство мало відомостей. Був сином тюкрського хана з Центральної Азії. Замолоду потрапив у полон до монголів, був проданий у рабство. У 1323 році його хазяїном став султан Ілтутмиш. Дослужився до посади хасдара (особистого слуги султана).
Під час заворушень, які відбулися після смерті Ілтутмиша, Балбан намагався розширити свій вплив та владу. Сприяв поваленню султанші Разії. Згодом очолив групу «сорока», яка визначала політику в султанаті. За часи правління султана Насир-уд-діна Махмуда призначається першим еміром й одружується з його донькою. Після цього з 1246 до 1265 року Балбан був фактичним правителем сультанату. Саме завдяки Балбану було укладено у 1260 році мир з ханом Хулагу. Після смерті Махмуда у 1265 році стає новим султаном.

### Правління
Під час сходження на трон прийняв титул султана-тіні Бога й намісника на землі. Головними завданням, які намагався вирішити Балбан були засилля тюркської знаті та монгольська загроза. Першу проблему новий султан намагався розв'язати завдяки посиленню дії правосуддя на усіх без винятку, приборкати корупцію, послабити економічну потугу знаті. Зрештою фактично ліквідував впливову групу «сорока». Водночас звільнив столичну провінцію від раджпутів-мусульман з клану Меваті. після цього придушив заколот Хілджі в Бенгалії.
Для підготовки боротьби з монголами Балбан перш за все багато зробив для посилення дисципліни та військової потуги власних військ. У 1279 році його війська відбили наступ монголів. У 1286 році монголи завдали поразки військам Балбана в Пенджабі, де загинув його син Мухамед. наступного року Балбан лише встиг відновити свою владу в Лахорі, того ж року помер. Він намагався передати владу своєму онуку Кейхосрову від старшого сина, проте знать обрала іншого онука — Кейкабада, сина Насир-уд-діна Бугра-хана).